# Gustav Gericke
Gustav Gericke (* 1864; † 1935) war ein deutscher Wirtschaftsmanager, Vorstandsmitglied im Deutschen Werkbund und Ratsherr von Delmenhorst.
Gericke war seit 1903 Direktor der 1892 gegründeten Delmenhorster Linoleum-Fabrik AG („Anker“-Marke) und den künstlerischen Reformbestrebungen des frühen 20. Jahrhunderts verbunden. Wahrscheinlich bereits direkt nach seinem Amtsantritt kontaktierte er den Industriedesigner Peter Behrens, der in den Folgejahren das gesamte Erscheinungsbild des Unternehmens vom Briefpapier an über Plakate, Broschüren bis hin zu Ausstellungspavillons überarbeitete und so eine Corporate Identity für das Unternehmen entwarf.
Als Ratsherr von Delmenhorst betrieb er gemeinsam mit dem damaligen Bürgermeister, Erich Koch-Weser, die Modernisierung des Delmenhorster Stadtbilds durch Heinz Stoffregen, der unter anderem das Rathaus der Stadt entwarf. Auch sein eigenes Wohnhaus ließ Gericke von Stoffregen bauen.
Von 1908 bis 1914 saß Gericke als Vertreter der Anker-Werke im Vorstand des Deutschen Werkbunds. 1921 trat er in den Ruhestand.